# Nalbari

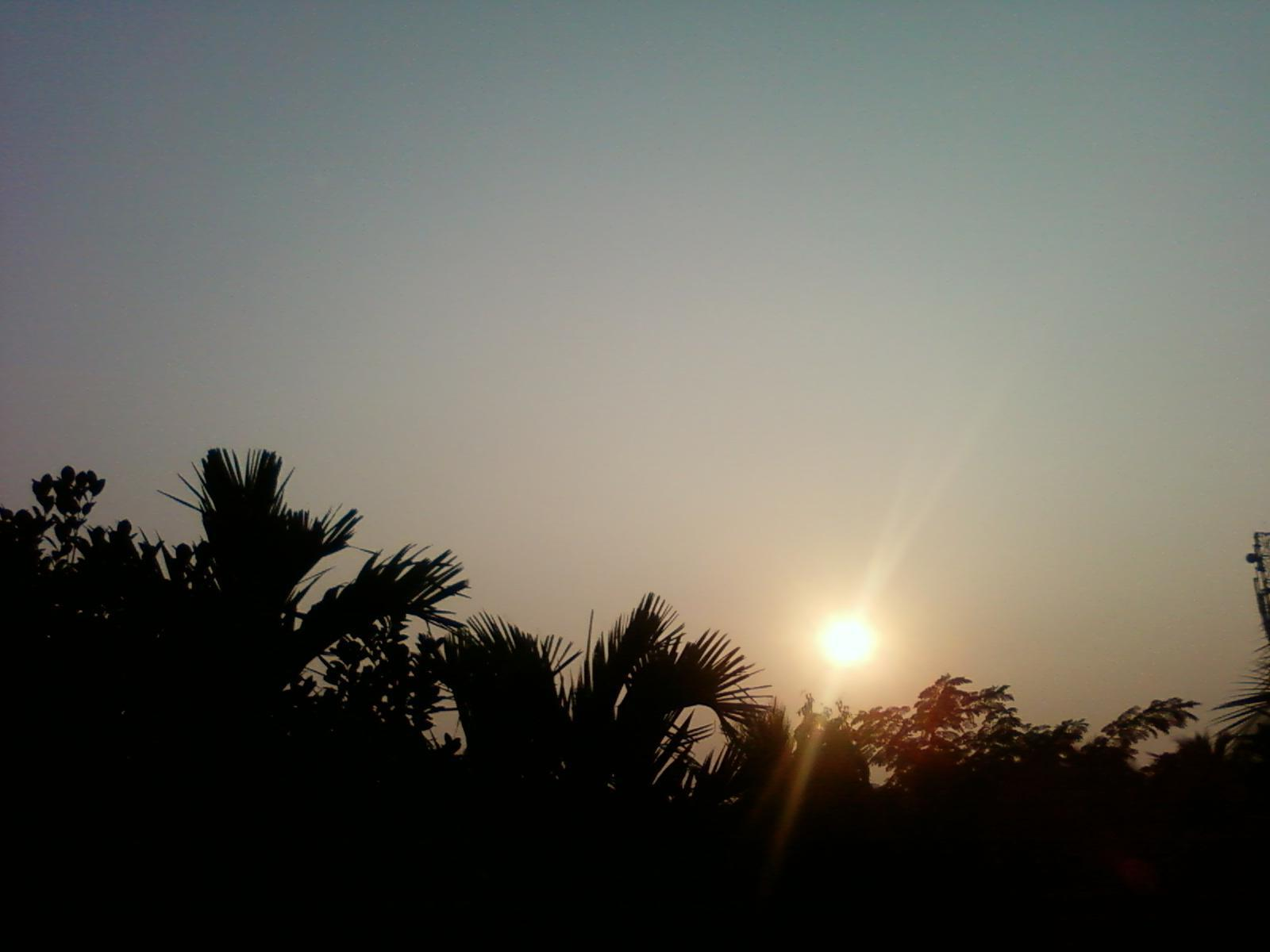
Pôr do sol em Nalbari

Nalbari (assamês: নলবাৰী) é uma localidade da Índia, centro administrativo do distrito de Nalbari, estado de Assam.